# Ібрагім Маджид
Ібрагім Маджид (араб. إبراهيم ماجد‎, нар. 12 травня 1990, Ель-Кувейт) — катарський футболіст палестинського походження, захисник клубу «Аль-Аглі». Грав за національну збірну Катару.

## Клубна кар'єра
Народився 12 травня 1990 року в кувейтському Ель-Кувейті в родині вихідців з Палестини. Вихованець футбольної школи катарського клубу «Аль-Вакра».
У дорослому футболі дебютував 2005 року виступами за команду «Аль-Садд», в якій провів чотирнадцять сезонів. Тричі ставав у її складі чемпіоном Катару, ставав володарем Кубка Еміра Катару та Кубка шейха Яссіма (двічі), а 2011 року виграв Лігу чемпіонів Азії.
Протягом 2019—2020 років віддавався в оренду до «Аль-Арабі» та «Аль-Сайлії», а пізніше 2020 року приєднався до «Аль-Аглі» (Доха).

## Виступи за збірну
2006 року дебютував в офіційних матчах у складі національної збірної Катару.
У складі збірної був учасником Кубка Азії 2007 року, домашнього Кубка Азії 2011 року та Кубка Азії 2015 року в Австралії.

## Титули і досягнення
- Чемпіон Катару (3):

«Ас-Садд»: 2005-2006, 2006-2007, 2018-2019
- Володар Кубка Еміра Катару (1):

«Ас-Садд»: 2006-2007
- Володар Кубка наслідного принца Катару (4):

«Ас-Садд»: 2006, 2007, 2008, 2017
- Володар Кубка зірок Катару (1):

«Ас-Садд»: 2010
- Володар Кубка шейха Яссіма (2):

«Ас-Садд»: 2017, 2019
- Клубний чемпіон Азії (1):

«Ас-Садд»: 2011
Збірні
- Переможець Кубка націй Перської затоки: 2014